# Giải cờ vua Tata Steel
Giải cờ vua thép Tata / giải cờ vua Tata Steel là một giải đấu cờ vua thường niên được tổ chức vào tháng 1 tại Wijk aan Zee, Hà Lan. Nó được gọi là giải Hoogovens từ khi thành lập vào năm 1938 cho đến khi nhà tài trợ Koninklijke Hoogovens hợp nhất với British Steel để thành lập Tập đoàn Corus vào năm 1999, sau đó giải đấu được gọi là giải cờ Corus. Tập đoàn Corus trở thành Tata Steel Europe vào năm 2007. Mặc dù thay đổi tên, thứ tự giải vẫn được đánh số tuần tự từ phần đầu của Hoogovens; ví dụ, sự kiện năm 2011 được gọi là Giải cờ vua Tata Steel lần thứ 73.
Các đại kiện tướng hàng đầu cạnh tranh trong giải đấu, nhưng những người chơi câu lạc bộ thường xuyên cũng được hoan nghênh thi đấu. Nhóm đại kiện tướng xếp mười bốn kỳ thủ giỏi nhất thế giới đấu với nhau trong một giải đấu vòng tròn tính điểm, và đôi khi được gọi là " Wimbledon của Cờ vua". Kể từ năm 1938, đã có một danh sách dài những người chiến thắng nổi tiếng, bao gồm Max Euwe, Bent Larsen, Tigran Petrosian, Paul Keres, Lajos Portisch, Boris Spassky, Mikhail Botvinnik, Mikhail Tal, Viktor Korchnoi, Jan Timman, Anatoly Karpov, Vassily Ivanchuk, Vladimir Kramnik, Garry Kasparov, Viswanathan Anand, Veselin Topalov, Levon Aronian, Sergey Karjakin và Magnus Carlsen. Trong số tám nhà vô địch cờ vua thế giới kể từ năm 1946, chỉ còn thiếu tên của Vasily Smyslov và Bobby Fischer. Năm 2001, chín trong số mười kỳ thủ hàng đầu thế giới đã tham gia giải này.
Magnus Carlsen giữ kỷ lục về số lần vô địch nhiều nhất tại giải đấu, với 7 lần vô địch. Viswanathan Anand là kỳ thủ duy nhất khác đã từng vô địch giải này từ 5 lần trở lên, đồng thời cũng giữ kỷ lục chơi nhiều ván liên tiếp nhất tại giải đấu mà không thua (70 ván - từ 1998 đến 2004).